# Бриджмен, Уильям, 1-й виконт Бриджмен
Уильям Клайв Бриджмен, 1-й виконт Бриджмен (англ. William Clive Bridgeman, 1st Viscount Bridgeman; 31 декабря 1864 — 14 августа 1935) — британский консервативный политик и пэр.

## Происхождение и образование
Родился 31 декабря 1864 года в Лондоне. Сын преподобного Джона Роберта Орландо Бриджмена (1831—1897), третьего сына 2-го графа Брэдфорда, и Марианны Кэролайн Клайв (? — 1930). Он получил образование в Итонском колледже и в Тринити-колледже в Кембридже.

## Крикет
В Кембридже он играл в крикет первого класса за крикетный клуб Кембриджского университета. В 1931 году он был президентом крикетного клуба Марилебон.

## Политическая карьера
Уильям Бриджмен рано начал карьеру в политике, став помощником личного секретаря лорда Натсфорда, министра по делам колоний (1889—1892), а затем сэра Майкла Хикс-Бича, канцлера казначейства (1895—1897). В 1897 году он стал членом Лондонского школьного совета, а в 1904 году был избран в Совет графства Лондон. С 1906 по 1929 год Уильям Бриджмен заседал в Палате общин Великобритании от Освестри. В 1909 году он был назначен членом Королевской комиссии по отбору мировых судей.
В 1911 году Уильям Бриджмен стал организатором оппозиции, а в 1915 году — организатором правительства в коалиционном правительстве Герберта Асквита. С 1915 по 1916 год он был лордом казначейства и помощником директора Департамента военной торговли. С созданием коалиции Ллойд Джорджа в 1916 году Уильям Бриджмен стал парламентским секретарем Министерства труда до 1919 года, а затем парламентским секретарем Совета по торговле (1919—1920), а затем занимал пост секретаря по горнодобывающей промышленности (1920—1922). На этих должностях Бриджмен стал преданным противником забастовок и социализма, хотя впоследствии он начал восхищаться более умеренными профсоюзными деятелями. 13 октября 1920 года он был назначен в Тайный совет Великобритании.
В октябре 1922 года Бриджмен был одним из лидеров восстания консерваторов против руководства коалиции и стал министром внутренних дел в новых консервативных правительствах Бонара Лоу и Стэнли Болдуина с 1922 по январь 1924 года. Здесь он заслужил репутацию человека резкого и решительного, которая сохранилась и во время его пребывания на посту Первого лорда Адмиралтейства с ноября 1924 года по июнь 1929 года.
Уильям Бриджмен представил от имени архиепископа Кентерберийского Рэндалла Дэвидсона законопроект о пересмотренной версии Молитвенника Церкви Англии в Палате общин в 1927 году, после его успешного принятия в Палате лордов. Бриджмен произнес вялую речь, которая не произвела впечатления на депутатов . Выступая против, Уильям Джойнсон-Хикс, тогдашний министр внутренних дел, выступил с яростью, утверждая, что новый Молитвенник открыл дверь католическим практикам . Дэвидсон в частном порядке написал о речи Бриджмена: «Он абсолютно ее провалил. Это была плохая речь без знаний и огня» . Палата общин отклонила законопроект 238 голосами против 205.
Уильям Бриджмен вышел в отставку из Палаты общин в 1929 году, и 18 июня того же года ему был присвоен титул виконта Бриджмена из Ли в графстве Шропшир.

## Дальнейшая жизнь
В последние годы своей жизни он занимал пост председателя различных комиссий и комитетов, а также, недолгое время, председателя BBC. Он стал мировым судьей и заместителем лейтенанта графства Шропшир, а в 1930 году получил степень почетного доктора права от Кембриджского университета.

## Семья
30 апреля 1895 года в Эккслстоне, Чешир, лорд Бриджмен женился на Кэролайн Беатрикс Паркер (30 июня 1873 — 26 декабря 1961), дочери достопочтенного Сесила Томаса Паркера и Розамонды Эстер Харриет Лонгли, дочери преподобного Чарльза Томаса Лонгли, архиепископа Кентерберийского. У супругов было четверо детей:
- Роберт Клайв Бриджмен, 2-й виконт Бриджмен (1 апреля 1896 — 17 ноября 1982), старший сын и преемник отца.
- Бригадир Достопочтенный Джеффри Бриджмен (3 июля 1898 — 15 октября 1974)
- Энн Бриджмен (23 июля 1900 — 24 июля 1900)
- Достопочтенный Сэр Морис Ричард Бриджман (26 января 1904 — 18 июня 1980).

Лорд Бриджмен скончался в поместье Ли-Мэноре, Шропшир, 14 августа 1935 года в возрасте 70 лет и был похоронен на церковном кладбище в Хоупе около Минстерли три дня спустя.